# Liste der Mitglieder des Landtags von Waldeck-Pyrmont 1875–1878
Diese Liste nennt die Liste der Mitglieder des Landtags von Waldeck-Pyrmont 1875–1878.
1852 verabschiedete Fürst Georg Victor die Verfassungsurkunde für die Fürstentümer Waldeck und Pyrmont. Damit wurde ein neues Wahlrecht bestimmt und 1878 der zehnte Landtag nach diesem Wahlrecht gewählt. Gewählt wurden 15 Abgeordnete in indirekter Wahl in Mehrpersonenwahlkreisen. Diese Wahlkreise entsprachen den vier Landkreisen, wobei je Kreis vier Abgeordnete gewählt wurden. Ausnahme war Pyrmont, wo drei Abgeordnete gewählt wurden. Rechtsgrundlage der Wahl war das Wahlgesetz vom 17. August 1852 (Wald. Reg. Bl., S. 163) in der Fassung vom 2. August 1856 (Wald. Reg. Bl., S. 75).

## Liste der Abgeordneten
Die so bestimmten Abgeordneten waren: 
| Wahlbezirk           | Abgeordneter               | Anmerkungen                                          |
| -------------------- | -------------------------- | ---------------------------------------------------- |
| Kreis der Twiste     | Robert Waldeck             |                                                      |
| Kreis der Twiste     | Adolf Rhode                | Präsident bis 1876                                   |
| Kreis der Twiste     | Friedrich Bender           |                                                      |
| Kreis der Twiste     | Friedrich Schultze         |                                                      |
| Kreis des Eisenbergs | Daniel Böhle               |                                                      |
| Kreis des Eisenbergs | Christian Friedrich Brühne |                                                      |
| Kreis des Eisenbergs | August Waldeck             |                                                      |
| Kreis des Eisenbergs | Friedrich Hastenpflug      | Bis 14. Mai 1877                                     |
| Kreis des Eisenbergs | Robert Ebersbach           | Ab 31. Oktober 1877                                  |
| Kreis der Eder       | Wilhelm Ebersbach          |                                                      |
| Kreis der Eder       | Carl Hagemann              | Vizepräsident 1875 bis 1876; Präsident 1876 bis 1878 |
| Kreis der Eder       | Friedrich Koch             |                                                      |
| Kreis der Eder       | Ernst Schäffer             |                                                      |
| Kreis Pyrmont        | Ernst Müller               |                                                      |
| Kreis Pyrmont        | Adolph Windel              |                                                      |
| Kreis Pyrmont        | Heinrich Wilhelm Fischer   | Bis 31. Dezember 1876                                |
| Kreis Pyrmont        | Wilhelm Lentrodt           | Ab 10. November 1877                                 |